# Songs in the Key of Life
Songs in the Key of Life è il diciottesimo album del cantautore statunitense Stevie Wonder, pubblicato dalla Motown nel 1976. Il disco raggiunse la prima posizione nella classifica Billboard 200 per 14 settimane negli Stati Uniti, la prima in Olanda e Francia, la seconda nel Regno Unito e Italia, la quinta in Nuova Zelanda, la sesta in Norvegia e la nona in Svezia grazie anche ai singoli I Wish e Sir Duke. Nel 1977 vinse il Grammy Award all'album dell'anno. L'album si situa al culmine del "periodo classico" di Wonder. Il disco venne registrato principalmente al Crystal Sound Studio di Hollywood, con alcune sessioni tenutesi al Record Plant di Los Angeles, al Record Plant di Sausalito, e all'Hit Factory di New York. I missaggi finali furono eseguiti al Crystal Sound.
Ambizioso doppio LP con l'aggiunta di un EP bonus di quattro canzoni, Songs in the Key of Life divenne uno dei maggiori successi di Wonder sia in termini di vendite che di critica. Nel 2005, l'album venne inserito alla posizione numero 57 nella lista dei migliori 500 album di sempre redatta dalla rivista Rolling Stone, mentre nella terza versione, risalente al 2020, salì alla quarta posizione.
Sempre nel 2005 venne inserito nel National Recording Registry dalla Biblioteca del Congresso degli Stati Uniti d'America, che lo definì "culturalmente, storicamente, ed esteticamente significativo".

## Storia
Nel 1976, Stevie Wonder era ormai diventato uno dei personaggi più famosi nel mondo del R&B e della musica pop, non solo negli Stati Uniti, ma a livello mondiale. In un breve lasso di tempo, album quali Talking Book, Innervisions e Fulfillingness' First Finale avevano tutti contribuito al suo status di superstar, con gli ultimi due vincitori del Grammy Award for Album of the Year nel 1974 e nel 1975 rispettivamente.

Alla fine del 1975, Wonder prese seriamente in considerazione l'idea di abbandonare il music business per emigrare in Ghana a lavorare in associazioni dedite all'aiuto di bambini disabili. In precedenza, aveva pubblicamente espresso il suo forte disappunto nei confronti del governo statunitense circa il modo nel quale esso stava guidando il Paese.

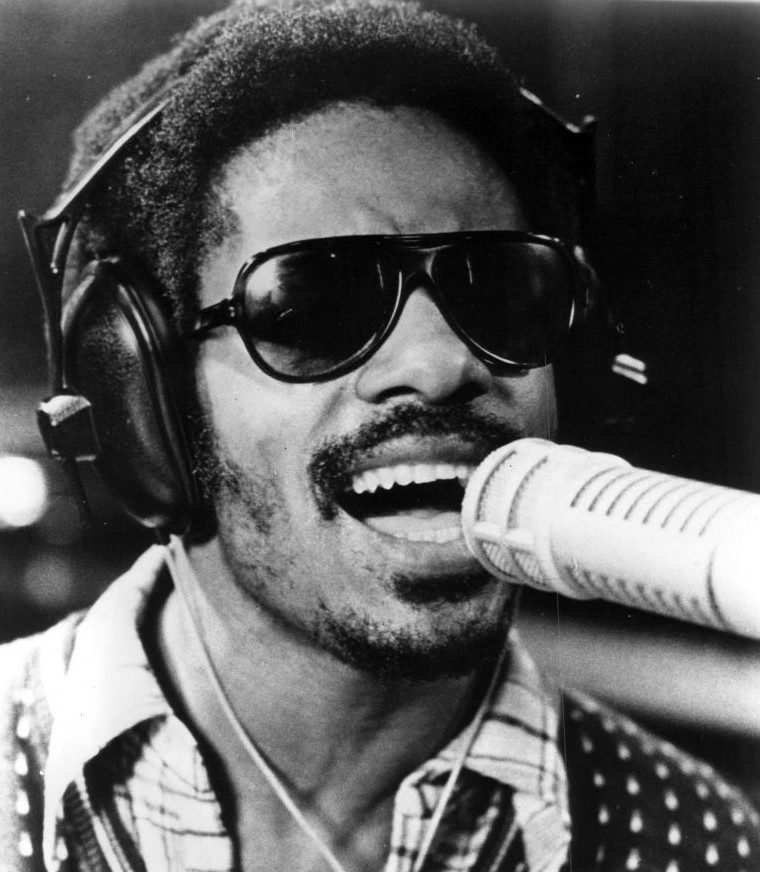
Wonder utilizzò un microfono Electro-Voice RE20 per registrare la voce in brani quali I Wish.

Wonder cambiò però idea, quando firmò un nuovo contratto discografico con la Motown il 5 agosto 1975. All'epoca, anche la Arista Records e la Epic Records erano interessate a lui. Il nuovo contratto prevedeva una durata di sette anni, sette LP, un compenso di 37 milioni di dollari e il totale controllo artistico: si rivelò uno degli accordi maggiori mai raggiunti per un contratto di un artista musicale fino ad allora. Fin dall'inizio l'artista decise di prendersi una pausa di un anno dal mercato discografico per concentrare i suoi sforzi sulla produzione di un album doppio, da far uscire nel 1976.
| Recensione       | Giudizio    |
| ---------------- | ----------- |
| AllMusic         |             |
| MusicHound       |             |
| Rolling Stone    |             |
| Robert Christgau | A           |
| Sputnikmusic     |             |
| Piero Scaruffi   | [ 12 ]      |
| Ondarock         | Consigliato |

Il titolo provvisorio dell'album fu Let's See Life the Way It Is. Wonder incise gran parte dell'album ai Crystal Sounds Studios di Hollywood, con Gary Olazabal e John Fischbach come ingegneri del suono. Alcune tracce furono incise al Record Plant di Hollywood e di Sausalito. Quando i Crystal Sounds risultarono impegnati da altro artista, Wonder e Fischbach si spostarono all'Hit Factory di New York per un periodo di circa sei settimane. Da perfezionista qual era, Wonder passò intere giornate in studio a rifinire i vari brani. Si dice che non mangiasse e non dormisse, mentre tutti gli altri lo pregavano di fare una pausa.
Un totale di 130 persone lavorarono all'album, ma la predominanza di Wonder in esso risulta evidente. Tra le molte persone presenti in studio durante le sessioni, ci furono nomi leggendari del R&B, del soul e del jazz. Herbie Hancock suonò in As, George Benson suonò la chitarra elettrica in Another Star, e Minnie Riperton & Deniece Williams aggiunsero cori di sottofondo a Ordinary Pain. Michael Sembello svolse un ruolo da protagonista durante le sedute per l'album, suonando la chitarra in molte tracce e scrivendo a quattro mani con Wonder la canzone Saturn. Alcune delle canzoni maggiormente pregne di "coscienza sociale" presenti sul disco furono scritte da Wonder insieme ad altre persone. Nel dettaglio, egli scrisse Village Ghetto Land e Black Man insieme a Gary Byrd e Have a Talk with God in collaborazione con suo fratello Calvin Hardaway.

## Pubblicazione e accoglienza
L'album fu pubblicato il 28 settembre 1976 come doppio LP più un EP da 7" a 33 giri dal titolo: A Something's Extra, contenente altri quattro brani: Saturn, Ebony Eyes, All Day Sucker e Easy Goin' Evening (My Mama's Call). Completava la confezione un libretto di 24 pagine con i testi delle canzoni. Data anche la lunga attesa che l'aveva preceduto, l'album superò ogni più rosea previsione di vendite e debuttò al n°1 della Billboard Pop Albums Chart l'8 ottobre 1976, diventando il terzo album nella storia a raggiungere tale risultato. In Canada, il disco riscosse lo stesso successo di pubblico, esordendo direttamente al numero uno in classifica il 16 ottobre.
Songs in the Key of Life trascorse ben tredici settimane consecutive in vetta alla classifica negli Stati Uniti. Fu l'album con il maggior numero di settimane al numero 1 dell'anno. Il 15 gennaio 1977, l'album cedette infine la vetta a Hotel California degli Eagles. Songs in the Key of Life totalizzò complessivamente 35 settimane nella top ten e 80 settimane di permanenza nella classifica generale di Billboard. Trascorse inoltre venti settimane in vetta alla Billboard Top R&B Albums, stabilendo un record in seguito superato solo da Thriller di Michael Jackson. Nel 1977 il disco venne certificato disco di diamante dalla RIAA, per vendite superiori alle 10 milioni di copie nei soli Stati Uniti.
Questo fu anche il disco di maggior successo di Wonder in termini di singoli. Dall'album furono estratti i 45 giri I Wish e Sir Duke, entrambi saliti fino al numero 1 nella classifica di Billboard, Another Star (numero 32 negli Stati Uniti e numero 29 in Gran Bretagna) e As (numero 36 nelle classifiche Pop e R&B). Pur non pubblicato su singolo, Isn't She Lovely divenne uno dei brani più famosi di Wonder, come anche Pastime Paradise – negli anni novanta reinterpretata da Coolio come Gangsta's Paradise – e Village Ghetto Land.
All'epoca della sua pubblicazione, giornalisti e critici musicali, insieme a tutti quelli che avevano lavorato all'album, furono invitati a Long View Farm, uno studio di registrazione in Massachusetts, per una conferenza stampa. Tutti ricevettero copie autografate del disco e Wonder concesse varie interviste alla stampa. Il responso dei critici all'album fu positivo. Il disco venne lodato per la sua varietà di stili musicali e per i testi dei brani, pregni di contenuti sociali e personali dell'artista.
Il 19 febbraio 1977, Wonder ricevette sette nomination ai Grammy Awards, incluso il prestigioso Album of the Year, riconoscimento da lui già vinto in passato per gli album Innervisions e Fulfillingness' First Finale. Wonder non si presentò alla cerimonia, essendo in vacanza in Africa. In febbraio soggiornò in Nigeria per due settimane, principalmente per esplorare l'eredità musicale etnica del luogo. Presenziò alla premiazione tramite un collegamento via satellite, vincendo "a distanza" quattro dei sette premi per i quali era in lizza: Album of the Year, Best Male Pop Vocal Performance, Best Male R&B Vocal Performance e Producer of the Year.

## Lascito artistico ed influenza
Con il passare degli anni, l'album divenne uno standard, ed è oggi considerato il capolavoro di Wonder e il suo album più rappresentativo. «Di tutti i miei dischi», egli disse alla rivista Q (aprile 1995), «Songs in the Key of Life è quello del quale sono più soddisfatto». Songs in the Key of Life viene spesso citato come uno dei migliori album della storia della musica leggera. Venne votato miglior album dell'anno dal  The Village Voice; nel 2001 fu nominato da VH1 il settimo miglior album di tutti i tempi; nel 2003, l'album è stato inserito alla posizione numero 56 nella lista dei migliori 500 album di sempre redatta dalla rivista Rolling Stone.
Molti musicisti hanno inoltre lodato la qualità dell'album e riconosciuto l'influenza che esso ha avuto sul loro lavoro. Per esempio, Elton John disse che secondo lui, Songs in the Key of Life era il miglior album mai pubblicato. Nel corso di un'intervista con la pubblicazione Ebony, Michael Jackson definì Songs in the Key of Life il suo album preferito di Stevie Wonder. George Michael citò l'album come il suo preferito di sempre e insieme a Mary J. Blige reinterpretò As per un singolo di successo nel 1999. Michael eseguì Love's in Need of Love Today nel corso del suo Faith Tour del 1988, e pubblicò la sua versione come B-side del 45 giri Father Figure. Inoltre eseguì anche Village Ghetto Land durante il Nelson Mandela 70th Birthday Tribute del 1988. Successivamente, Michael reinterpretò anche Pastime Paradise e Knocks Me Off My Feet nel corso del suo Cover to Cover Tour del 1991.
Nello specifico vari cantanti R&B espressero il loro apprezzamento per l'album – Prince lo definì il miglior disco mai registrato, Mariah Carey lo cita tra i suoi dischi preferiti, e Whitney Houston riconobbe l'influenza di Songs in the Key of Life sul suo stile di canto. Molte tracce dell'album sono state fatte oggetto di campionamenti da parte di artisti rap e hip-hop; per esempio, Pastime Paradise, venne rielaborata da Coolio negli anni novanta per la sua Gangsta's Paradise che riscosse enorme successo in tutto il mondo. Nel 1995, Najee incise un cover album intitolato Najee Plays Songs from the Key of Life, interamente basato sull'album di Wonder. Nel 1999, Will Smith utilizzò la base di I Wish per il suo singolo di successo Wild Wild West.

## Tracce
Testi e musiche di Stevie Wonder eccetto dove indicato.
Lato A
1. Love's in Need of Love Today – 7:06
2. Have a Talk with God – 2:42 (Calvin Hardaway, Wonder)
3. Village Ghetto Land – 3:25 (Gary Byrd, Wonder)
4. Contusion (strumentale) – 3:46
5. Sir Duke – 3:52

Lato B
1. I Wish – 4:12
2. Knocks Me Off My Feet – 3:36
3. Pastime Paradise – 3:27
4. Summer Soft – 4:14
5. Ordinary Pain – 6:16

Lato C
1. Isn't She Lovely? – 6:34
2. Joy Inside My Tears – 6:31
3. Black Man – 8:27 (Byrd, Wonder)

Lato D
1. Ngiculela – Es Una Historia – I Am Singing (*) – 3:48
2. If It's Magic – 3:12
3. As – 7:08
4. Another Star – 8:08

(*) Testo inglese di S. Wonder, traduzione in lingua zulu di Thoko Mdalese Hall e in spagnolo di Ray Maldonado.
A Something's Extra – Lato A
1. Saturn – 4:54
2. Ebony Eyes – 4:10 (Michael Sembello, Wonder)

A Something's Extra – Lato B
1. All Day Sucker – 5:06
2. Easy Goin' Evening (My Mama's Call) – 3:58

## Formazione
- Stevie Wonder - voce, piano, tastiere, synth basso, batteria, percussioni, armonica
- Amale Matthews - percussioni
- Greg Phillinganes - tastiera
- Josette Valentino - percussioni
- Michael Sembello - chitarra
- Nathan Wands - batteria, percussioni
- Shirley Brewer - percussioni, cori
- Ben Bridges - chitarra elettrica
- Nelson Hayes - percussioni
- Greg Brown - batteria
- Herbie Hancock - tastiera
- Marietta Waters - percussioni
- Dean Parks - chitarra
- Nathan Alford Jr. - percussioni
- Snuffy Walden - chitarra
- Ronnie Foster - organo Hammond
- Bobbye Hall - percussioni
- Larry Latimer - percussioni
- Sneaky Pete Kleinow - steel guitar
- Charles Brewer - percussioni
- Carmelo Garcia - timbales
- John Fischbach - percussioni
- Renee Hardaway - percussioni
- Dorothy Ashby - arpa
- Steve Madaio - tromba
- Ray Maldonado - tromba
- Glenn Ferris - trombone
- Jim Horn - sax
- Trevor Lawrence - sassofono tenore
- Hank Reed - sassofono tenore, sax alto
- Bobbi Humprey - flauto
- Madelaine Jones, Linda McCrary, Lynda Laurence, Minnie Riperton, George Benson, Carolyn Dennis, Josie James, Terry Hendricks, Sundray Tucker, Syreeta Wright, Charity McCrary, Deniece Williams - cori

## Classifiche

### Classifiche settimanali
| Classifica (1976-2022) | Posizione massima |
| ---------------------- | ----------------- |
| Australia              | 6                 |
| Austria                | 15                |
| Canada                 | 1                 |
| Francia                | 1                 |
| Grecia                 | 43                |
| Italia                 | 2                 |
| Norvegia               | 6                 |
| Nuova Zelanda          | 5                 |
| Paesi Bassi            | 1                 |
| Regno Unito            | 2                 |
| Spagna                 | 1                 |
| Stati Uniti            | 1                 |
| Stati Uniti (R&B)      | 1                 |
| Svezia                 | 9                 |
| Svizzera               | 12                |

### Classifiche di fine anno
| Classifica (1976) | Posizione |
| ----------------- | --------- |
| Canada            | 3         |
| Francia           | 11        |
| Paesi Bassi       | 14        |
| Regno Unito       | 21        |
| Classifica (1977) | Posizione |
| Canada            | 5         |
| Italia            | 9         |
| Paesi Bassi       | 7         |
| Regno Unito       | 18        |
| Spagna            | 9         |
| Stati Uniti       | 2         |